# Neretva Delta
Neretva-deltaet er floddeltaet i Neretva, en flod, der løber gennem Bosnien-Hercegovina og Kroatien og munder ud i Adriaterhavet. Deltaet er et unikt landskab i det sydlige Kroatien, og et vådområde, der er opført under Ramsar-konventionen som internationalt vigtigt, da vådområdet strækker sig ind i Hutovo Blato i Hercegovina.
Det samlede alluviale areal af deltaet anslås til omkring 19.000 ha,, mens deltaet i dag fylder omkring 11.490 ha.
I alt 1.620 ha af deltaet er udpeget beskyttede områder:
- Ornitologiske reservater: Prud, Orepak, Podgredom
- Ornitologisk og iktyologisk reservat ved flodmundingen
- Beskyttet landskab: søen Modro oko

Yderligere 1.200 ha natur i deltaet er ikke fredet. I 2003 tilrettelagde Ministeriet for Miljø og Planlægning en offentlig debat om forslaget om at gøre deltaet til en naturpark. I 2007 fremsatte eksperterne fra Statens Institut for Naturbeskyttelse endnu et formelt forslag om, at Neretva-deltaet skulle blive en naturpark. Der var en offentlig diskussion, men den blev hurtigt afsluttet af Kulturministeriet, angiveligt på grund af protester fra den lokale regering.